# Krzysztof Henisz
Krzysztof Henisz (ur. 13 czerwca 1914 w Warszawie, zm. 14 marca 1978 tamże) – polski ceramik, malarz.

## Życiorys
Pochodził ze spolonizowanej rodziny niemieckiej. Pierwszym z Heniszów, którzy osiadł na ziemiach polskich był Vincenz oficer austriacki, który przeszedł na stronę Napoleona w 1809 i po 1815 służył w wojsku Królestwa Polskiego. Krzysztof, jego potomek urodził się 13 czerwca 1914 jako syn Wacława i jego żony Heleny z domu Liebich – miał młodszego brata Aleksandra i siostrę Marię używającą imienia Wanda. Był absolwentem Szkoły Towarzystwa Mazowieckiego i działał w harcerstwie w 21 WDH im. gen. I. Prądzyńskiego. Od 1934 studiował w Akademii Sztuk Pięknych w Krakowie oraz w warszawskiej akademii w pracowni profesora Felicjana Kowarskiego.
Dyplom uzyskał w 1946 po zakończeniu II wojny światowej i do 1949 pracował na warszawskiej uczelni jako asystent profesora Jana Sokołowskiego.
Zajmował się przede wszystkim ceramiką użytkową oraz ilustracją książek.
W lipcu 1939 ożenił się z Krystyną Machlejd, w 1941 urodził się jego syn Juliusz. Po wojnie zamieszkał w Konstancinie. Zmarł 14 marca 1978 i pochowany został na cmentarzu ewangelicko-augsburskim w Warszawie.

## Twórczość
- Namalowany ręcznie sztandar dla Szkoły Mazowieckiej w 1928,
- dekoracja ceramiczna kawiarni Zielona Gęś w Warszawie[4][5],
- kawiarnia Hawana na warszawskim Żoliborzu[6],
- kompozycja ceramiczna „Pegaz” przy KMPiK na ul. Dąbrowskiego wykonana w synem Julianem oraz Czesławem Wielhorskim[7]
- kompozycja ceramiczna zdobiąca ścianę kawiarni Domu Mody Polskiej w budynku przy ul. Wiejskiej w Warszawie[8].